# Enna
Enna er en italiensk by (og kommune) i regionen Sicilien i Italien, med omkring 25.512(2023) indbyggere.  